# SketchUp
SketchUp è un'applicazione di computer grafica per la modellazione 3D, creata originariamente da @Last (fondata nel 2000 da Brad Schell e Joe Esch) e orientata alla progettazione architettonica, all'urbanistica, all'ingegneria civile, allo sviluppo di videogiochi e alle professioni correlate. Le piattaforme supportate sono Windows e Mac.

## Versioni
SketchUp Make è distribuito con licenza freeware per uso personale e domestico con le versioni precedenti a quella del 2018, dalla versione 2018 esisterà solo la versione a pagamento. Accanto alla versione free è mantenuta e sviluppata la versione a pagamento SketchUp Pro. Esiste anche la versione Academic rivolta a studenti, docenti, istituti scolastici e strutture di formazione. Alla pagina di confronto delle versioni è possibile valutarne pienamente le caratteristiche.

## Caratteristiche generali

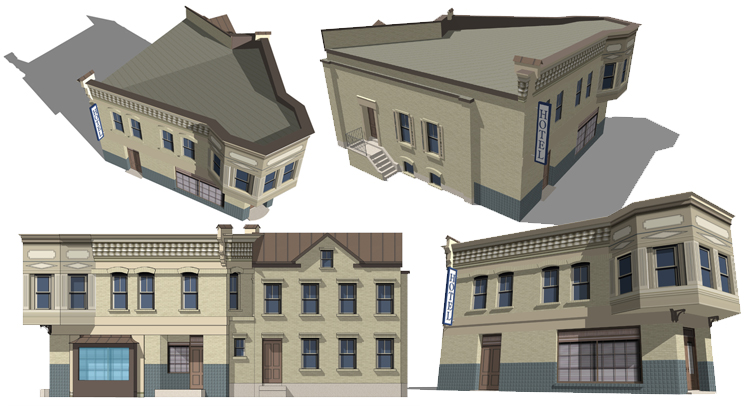
Esempio di edificio realizzato con SketchUp

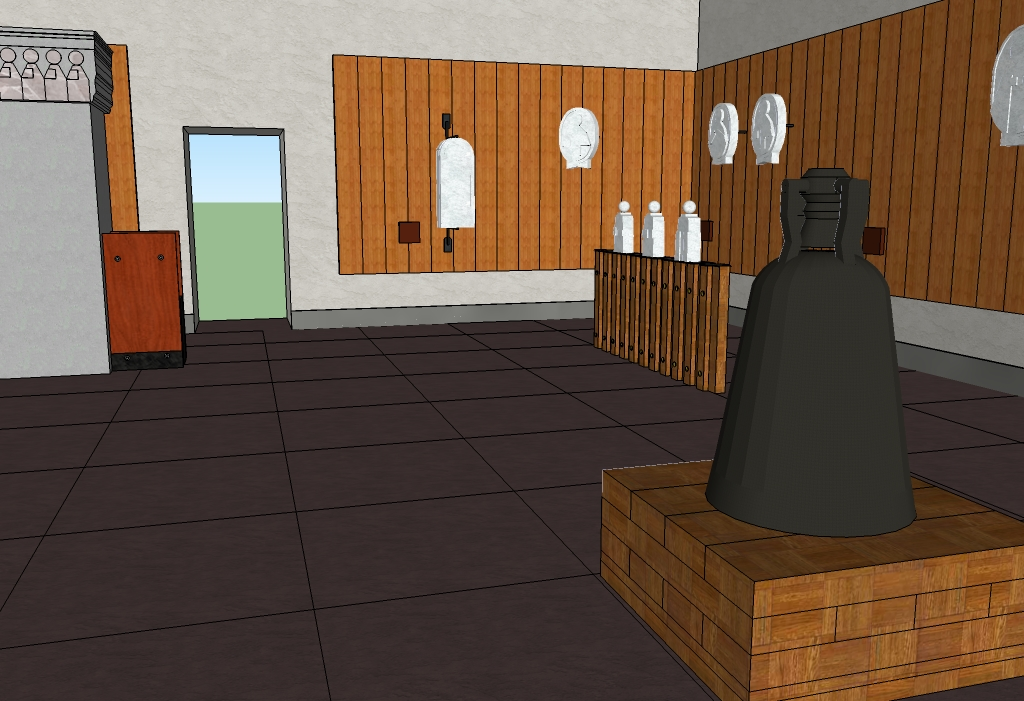
Una sala dei Musei del Castello Sforzesco di Milano realizzata in sketchUp per dare una resa grafica del progetto di riordino e allestimento degli stessi eseguito dai BBPR.

Sviluppato con un particolare occhio di riguardo alle fasi concettuali del design, SketchUp è un software di modellazione 3D versatile, potente e nel contempo semplice da imparare e da utilizzare. Ha i suoi punti di forza nella creazione di forme bidimensionali e tridimensionali, fornendo al disegnatore uno strumento intuitivo e veloce, in grado di assisterlo dal punto di vista grafico e di consentirgli un'esplorazione dinamica e creativa degli oggetti, dei materiali e dell'impatto della luce solare. Il 14 marzo 2007 la software house produttrice è stata prima rilevata da Google, poi, il 26 aprile 2012, da Trimble Navigation.
Questa applicazione è caratterizzata da una curva di apprendimento rapida ed è supportata da strumenti per la modellazione particolarmente flessibili. Sketchup è caratterizzato da un motore d'inferenza (inference engine) il quale facilita ed assiste il disegnatore dal punto di vista prettamente grafico. L'applicativo permette anche la realizzazione di semplici animazioni di scena, permette al disegnatore di realizzare con facilità sezioni degli oggetti e di gestire il disegno nelle diverse modalità di rappresentazione (assonometria isometrica, prospettiva a tre fuochi, prospettiva a due fuochi).
Durante la fase di modellazione il disegnatore può contare su strumenti particolarmente efficaci come il push/pull che permette di realizzare figure tridimensionali partendo dall'estrusione di forme bidimensionali.
Una nota particolare merita la possibilità di strutturare l'oggetto in gruppi e componenti, i quali possono essere ripetuti (copiati) più volte. Attraverso questi elementi è possibile ottenere la ripetizione di particolari del modello, facilitando il lavoro in serie al disegnatore. Le componenti, una volta correttamente posizionate, possono essere modificate simultaneamente agendo solo su una di esse, senza dover aggiornare manualmente e ridefinire ogni singola ulteriore componente inserita. Dalla versione 7 sono state introdotte le componenti dinamiche, che consentono —una volta definiti opportunamente i parametri di esercizio— di ottenere oggetti intelligenti che adattano le componenti interne al contesto in cui vengono collocati.
Con Sketchup è possibile anche ottenere viste in sezione. L'omonimo strumento permette di posizionare i piani di sezione e di ricollocarli nel modello. Una volta posizionate, è possibile esportare le sezioni bidimensionali del modello in un qualunque formato supportato per un loro eventuale successivo impiego.
Il rendering avviene in tempo reale ed è basato sulla tecnologia OpenGL. Il rendering è di tipo non-fotorealistico e vuole fare il verso alle tecniche grafiche dei cartoni animati presentando un segno schizzato a matita o a mano libera, sketchy, da cui il nome. Questa tecnica può essere particolarmente apprezzata nelle fasi iniziali di un progetto, poiché permette al disegnatore di evitare quell'eccesso di precisione che nei disegni concettuali può essere negativo. Attraverso una serie di plugin prodotti da terzi, è comunque possibile ottenere rendering di tipo fotorealistico (con la possibilità di definire la scena con lampade e luci localizzate).

### Caratteristiche principali
Le caratteristiche principali di Sketchup sono:
- un sistema intelligente di disegno (chiamato inference/inferenza)
- un sistema parametrico per la definizione delle forme grafiche sia 2D che 3D
- possibilità di studiare forme tridimensionali attraverso tecniche di estrusione molto intuitive (Push/Pull Technology)
- definire le coordinate geografiche dell'oggetto (longitudine, latitudine)
- simulare l'incidenza realistica delle ombre solari sul modello, ad una data ora e periodo dell'anno
- la possibilità di gestire semplici animazioni della scena
- i modelli possono essere colorati individualmente grazie a librerie di materiali anche definibili dall'utente
- l'interazione con Google Earth
- la semplicità d'uso, orientata soprattutto al disegno tecnico
- l'espansibilità delle funzioni attraverso plugin (macro) in Ruby Script

### Formati
Sketchup supporta in importazione ed esportazione diversi formati grafici:
esportazione modelli 3D:
- 3DS, DWG, DXF, FBX, OBJ, VRML, XSI (solo versione Pro)
- KMZ, COLLADA (entrambe le versioni)
- STL (tramite plugins)

importazione modelli 2D/3D
- DWG e DXF (solo versione Pro)
- COLLADA, KMZ, 3DS, DEM, DDF (entrambe le versioni)
- STL (tramite plugins)

esportazione file vettoriali 2D:
- PDF, EPS, EPIX (solo versione Pro)

esportazione file raster 2D:
- JPEG, TIFF, PNG (entrambe le versioni)

importazione di un'ampia gamma di formati di immagine come ad es. JPG, TIF, PNG, BMP (entrambe le versioni)

## Comunità utenti

### Trimble 3D Warehouse
La libreria di componenti Trimble 3D Warehouse (Fino al 26 aprile 2012 Google 3D Warehouse) è una funzione che permette di cercare, condividere e conservare modelli 3D.

### SketchUcation
SketchUcation è un ponte con la comunità degli utenti. Possono essere recuperate informazioni sul prodotto e la possibilità di accesso a corsi, o a testi o CD/DVD sull'argomento.

### Plugin
Le estensioni di SketchUp sono raccolte alla voce plugin del sito. Sono disponibili anche plugin di terzi.

### Style Builder
Style Builder è una seconda applicazione presente nel pacchetto SketchUp Pro che permette di realizzare stili grafici personalizzati.

### Layout
Layout è un terzo applicativo presente sempre nel pacchetto SketchUp Pro dedicato alla presentazione mediante strumenti di impaginazione.